# 373 Melusina
373 Melusina là một tiểu hành tinh lớn ở vành đai chính. Nó được xếp loại tiểu hành tinh kiểu C, có bề mặt tối, và thành phần cấu tạo dường như bằng vật liệu cacbonat.
Tiểu hành tinh này do Auguste Charlois phát hiện ngày 15.9.1893 ở Nice, và có lẽ được đặt theo tên Melusine, nữ nhân ngư huyền thoại của Pháp, có liên quan tới triều đại Lusignan.